# Frank Yallop
Frank Walter Yallop (ur. 4 kwietnia 1964 w Watfordzie) – kanadyjski piłkarz pochodzenia angielskiego występujący na pozycji obrońcy. Trener.

## Kariera klubowa
Yallop karierę rozpoczynał w 1983 roku w angielskim zespole Ipswich Town. W Division One zadebiutował 17 marca 1984 roku w przegranym 0:1 pojedynku z Evertonem. W 1986 roku spadł z zespołem do Division Two. W 1992 roku awansował z nim do Premier League. Tam spędził z klubem 3 lata, a potem, w 1995 roku spadł z nim do Division One. W sezonie 1995/1996 grał na wypożyczeniu w Blackpool z Division Two.
W 1996 roku Yallop podpisał kontrakt z amerykańskim zespołem Tampa Bay Mutiny z nowo powstałej ligi MLS. Przez 3 sezony rozegrał tam 88 spotkań i zdobył 1 bramkę. W 1998 roku zakończył karierę.

## Kariera reprezentacyjna
W reprezentacji Kanady Yallop zadebiutował 6 maja 1990 roku w wygranym 1:0 pojedynku Mistrzostw Ameryki Północnej ze Stanami Zjednoczonymi. W 1991 roku po raz pierwszy wziął udział w Złotym Pucharze CONCACAF. Rozegrał na nim 3 spotkania: z Hondurasem (2:4), Meksykiem (1:3) i Jamajką (3:2), a Kanada odpadła z turnieju po fazie grupowej.
W 1993 roku ponownie znalazł się w drużynie na Złoty Puchar CONCACAF, zakończony przez Kanadę na fazie grupowej. Wystąpił na nim w pojedynkach z Martyniką (2:2) i Meksykiem (0:8).
W 1996 roku Yallop po raz ostatni został powołany do kadry na Złoty Puchar CONCACAF. Zagrał na nim w meczach z Hondurasem (3:1) i Brazylią (1:4), z Kanada znów odpadła z turnieju po fazie grupowej.
W latach 1990–1997 w drużynie narodowej Yallop rozegrał 52 spotkania.

## Kariera trenerska
Jako trener Yallop zadebiutował w 2001 roku w klubie San Jose Earthquakes z MLS. W sezonach 2001 oraz 2003 zdobył z nim MLS Cup. W 2001 roku został także uznany trenerem roku MLS. W 2004 roku został selekcjonerem reprezentacji Kanady. W 2005 roku wziął z nią udział w Złotym Pucharze CONCACAF. Kanada rozegrał na nim 3 spotkania: z Kostaryką (0:1), Stanami Zjednoczonymi (1:2) i Kubą (2:1), po czym odpadła z turnieju po fazie grupowej.
W 2006 roku Yallop przestał być selekcjonerem reprezentacji Kanady i objął stanowisko trenera Los Angeles Galaxy. Pracował tam przez rok. W 2008 roku wrócił do San Jose Earthquakes.